# Rhamphomyia heterochroma
Rhamphomyia heterochroma är en tvåvingeart som beskrevs av Mario Bezzi 1898. Rhamphomyia heterochroma ingår i släktet Rhamphomyia och familjen dansflugor. Inga underarter finns listade i Catalogue of Life.